# StrongARM
A StrongARM egy mikroprocesszor-család, amelyet a Digital Equipment Corporation fejlesztett ki és gyártott az 1990-es években. Ez a processzorcsalád az ARM v4 utasításkészlet-architektúrát valósítja meg.
A teljes StrongARM technológiát 1997-ben eladták az Intel-nek, amely tovább folytatta a gyártását, amíg a 2000-es évek elején fel nem váltotta azt a modernebb XScale processzorcsaláddal.

## Történet
A StrongARM a DEC és az Advanced RISC Machines közös fejlesztésének eredménye, amelynek a célja egy gyorsabb ARM processzor megalkotása volt.
A DEC egy per során beleegyezett, hogy eladja az Intel-nek a StrongARM technológiát, 1997-ben. Az Intel a StrongARM processzorokkal a korábbi mérsékelt sikerű RISC processzorait váltotta fel, az i860 és az i960 családokat.

## Fordítás
- Ez a szócikk részben vagy egészben  a   StrongARM című angol Wikipédia-szócikk ezen változatának fordításán alapul.  Az eredeti cikk szerkesztőit annak laptörténete sorolja fel. Ez a jelzés csupán a megfogalmazás eredetét és a szerzői jogokat jelzi, nem szolgál a cikkben szereplő információk forrásmegjelöléseként.